# Robbinsville (Carolina del Nord)
Robbinsville è una città statunitense, capoluogo della Contea di Graham, nella Carolina del Nord.

## Geografia fisica
Secondo l'United States Census Bureau la città sorge su una superficie di 1 km², formata interamente da terraferma senza possedimenti di acque interne.

## Società

### Evoluzione demografica
Secondo il censimento del 2000 vi erano 747 abitanti, 346 abitazioni e 207 famiglie residenti in città. La densità di popolazione era di 640.9 abitanti per km². Dal punto di vista razziale vi erano il 94.38% di bianchi, il 4.42% di Nativi Americani, lo 0.54% di altre razze e lo 0.67% di uomini appartenenti a due o più razze.
Nella città la popolazione era formata dal 24.8% di abitanti con meno di 18 anni, dal 10.4% di abitanti dai 18 ai 24 anni, dal 25.6% di abitanti dai 25 ai 44 anni, dal 21.2% di abitanti dai 45 ai 64 anni e dal 18.1% di abitanti con 65 anni o più. L'età media era di 37 anni. Per ogni 100 donne vi era il 92.5% di uomini. Per ogni 100 donne con 18 anni o più vi era l'80.1% di uomini.
Il guadagno medio per una famiglia in città era di $21,705. Gli uomini avevano un guadagno medio di $16,912 e le donne di $14,886. Il 34.5% della popolazione e il 26.5% delle famiglie vivevano in povertà.